# Herbert Farjeon
Herbert Farjeon, född 27 oktober 1879 i San Francisco i Kalifornien, död 3 november 1972 i San Marcos i Kalifornien, var en amerikansk manusförfattare och skådespelare.

## Filmmanus
- 1967 - Before the Fringe
- 1939 - Table d'Hote
- 1938 - The Wooing of Anne Hathaway
- 1937 - Ad Lib

## Filmografi roller
- 1952 - April i Paris
- 1951 - Fest i Las Vegas
- 1934 - Den brokiga slöjan
- 1916 - The Captive God

## Regi
- 1938 - The Wooing of Anne Hathaway